# Lucius Mummius
Lucius Mummius Achaicus byl římský politik a vojevůdce ve 2. století př. n. l., který se stal známý zničením Korintu v roce 146 př. n. l. Patřil k plebejskému rodu Mummia a jeho otcem byl Lucius Mummius, který jako tribun lidu vystoupil v roce 187 př. n. l. proti Scipionům a později ve funkci praetora bojoval na Sardinii. Jeho bratr, Spurius Mummius, ho jako legát doprovázel v Řecku a náležel ke kruhu filozofů kolem Scipiona Africana mladšího.
Mummius sloužil v roce 153 př. n. l. jako praetor v Hispánii, kde se úspěšně střetl s Lusitány. V roce 146 př. n. l. byl zvolen konzulem, načež obdržel velení ve válce proti achajskému spolku. Po vítězství na Isthmu nad Achaji vedenými stratégem Diaiem, dobyl Mummius Korint a do základu jej vypálil. 200 000 obyvatel bylo buď pobito nebo prodáno do otroctví a všechna cenná umělecká díla byla odvezena do Říma. Nicméně Mummius, jak se zdá, nebyl člověk hovící si v ukrutnostech. Mnozí historici proto vysvětlují jeho jednání bezvýhradným splněním příkazu římského senátu, v němž především bohatí římští obchodníci toužili po zlikvidování nebezpečného obchodního konkurenta. Polybios však činil Mummia za tento čin plně odpovědným, neboť prý nebyl schopen odolat nátlaku svého okolí.
V roce 145 př. n. l. Mummius jako prokonzul nadále působil v dobytém Řecku. Přitom se projevil jako schopný správce a spravedlivý soudce, což mu alespoň částečně dodalo respektu v očích místního obyvatelstva. Obzvláště citlivě se vyhýbal zasahování do náboženských záležitostí Řeků. Po návratu do Říma byl na jeho počest uspořádán velkolepý triumf a jako prvnímu plebeji mu bylo přiznáno agnomen (Achaicus) za vojenské zásluhy. V roce 142 př. n. l. se stal censorem spolu se Scipionem Africanem mladším, s kterým se ovšem často dostával do sporů. Po pouhém roce tudíž složil svůj úřad a krátce nato zřejmě zemřel. Zanechal po sobě syna a dceru. Jeho pravnučka Mummia Achaica byla matkou císaře Galby.